# Boolathana
Genre
Boolathana est un genre d'araignées aranéomorphes de la famille des Trachycosmidae.

## Distribution
Les espèces de ce genre sont endémiques d'Australie-Occidentale.

## Description
Les mâles mesurent de 13 à 14 mm et les femelles de 10 à 14 mm.

## Liste des espèces
Selon World Spider Catalog (version 22.5, 14/01/2022) :
- Boolathana mainae Platnick, 2002
- Boolathana spiralis Platnick, 2002

## Systématique et taxinomie
Ce genre a été décrit par Platnick en 2002 dans les Trochanteriidae. Il est placé dans les Trachycosmidae par Azevedo, Bougie, Carboni, Hedin et Ramírez en 2022.

## Publication originale
- Platnick, 2002 : « A revision of the Australasian ground spiders of the families Ammoxenidae, Cithaeronidae, Gallieniellidae, and Trochanteriidae (Araneae: Gnaphosoidea). » Bulletin of the American Museum of Natural History, no 271, p. 1-243 (texte intégral).